# NQ Vulpeculae
Nova NQ Vulpeculae a apărut la 21 octombrie 1976 cu o magnitudine 6 în constelatia Vulpecula.

## Coordonate delimitative
Ascensie dreaptă: 19h 29m 14s.67
Declinație: +20° 27' 58".0